# Hever Strøm
Hever Strøm eller Heveren (af nordfrisisk hef ≈ hav) er et indviklet net af store priler (tidevandsrender), der starter nord for den nordfrisiske halvø Ejdersted som søgat og forgrener sig derefter ind i det nordfrisiske vadehav.
Hovedløbet går syd om halvøen Nordstrand indad til Husum Red ved byen Husum, mens (den gamle) Nørre Hever skærer sig nordøst for Heverstjert (Heversteert) ind mellem Nordstrand og Pelvorm og forgrener sig ved halligen Nordstrandmose i flere små priler. Den nuværende Nørre Hever med op til 12 meter dybde opstod efter den store stormflod i 1634, hvor øen Strand forsvandt i havet. Dens smalle barre har 3, 6 meter dybde. Der er ankerplads udenfor Nordstrands nordhavn. En smal revle på 1,8 meter sand skiller Nørre fra hovedstrømmen. Hovedstrømmen har en dybde på omtrent 16 meter. På dens barre er der lidt over 4 meter vand.
Heverstrømmens forløb har ændret sig flere gange siden middelalderen. I middelalderen slyngede sig strømmen igennem det nuværende Ejdersted mellem landsbyerne Øster- og Vesterhever og videre mellem Tating og Garding og mundede ud i Ejderen (Nørre Ejder). Strømmen adskilte dermed herrederne Udholm og Everschop. Ved Heverstrømmens nordlige bred lå landskabet Strand med handelsbyen Rungholt. Heveren med dens ydergrunde er første gang opmålt i 1838.
De mange sandbanker i Heverstrømmen gjorde det tidligere svært for skibsfarten at manøvrere i den store pril. Vesterhever Sand Fyr blev først oprettet i 1906.